# Stenotabanus mexicanus
Stenotabanus mexicanus är en tvåvingeart som beskrevs av Philip 1977. Stenotabanus mexicanus ingår i släktet Stenotabanus och familjen bromsar. Inga underarter finns listade i Catalogue of Life.